# Hellefisk
Hellefisken (Reinhardtius hippoglossoides) er en fladfisk, der lever i den nordlige del af Atlanterhavet. Den kan blive op til 1 m lang og veje 20 kg.

## Kendetegn
Fisken hører til flynderfiskene, men afviger dog fra de øvrige flyndere ved at være mindre tilknyttet bunden og ved ligeledes at svømme med bugkanten og ikke med blindsiden nedad. Som resultat heraf er dens venstre øje ikke vandret helt om på øjesiden og begge kropssider er farvede og muskuløse.
Den er udbredt cirkumpolært og findes således såvel i nordlige Atlanterhav som Stillehavet. Den findes hyppigst på blød bund på dybder mellem 200 og 2000 meter, med en tydelig tendens til at de største fisk opholder sig på dybest vand.

## På bordet
Hellefisk spises ofte som enten røget eller gravad. Til særlige begivenheder, som julefrokoster, kan den bruges i stedet for den meget almindelige laks.
Langs Norges kyst, hvor man ofte spiste kveite (= den hvide, dvs. helleflynder) juleaften ("julekveite"), lavede man sjov med, at hvis husbonden ikke var mand for at skaffe sin kone hellefisk til jul, skulle han ride på hustaget julen til ende, til skamme for alverden.